# Wereldkampioenschap superbike van Misano 1994
Het wereldkampioenschap superbike van Misano 1994 was de derde ronde van het wereldkampioenschap superbike 1994. De races werden verreden op 29 mei 1994 op het Circuito Internazionale Santa Monica nabij Misano Adriatico, Italië.

## Race 1
| Pos | Nr  | Rijder               | Constructeur | Rondes | Tijd         | Grid | Punten |
| --- | --- | -------------------- | ------------ | ------ | ------------ | ---- | ------ |
| 1   | 1   | Scott Russell        | Kawasaki     | 25     | 40:44.221    | 1    | 20     |
| 2   | 5   | Giancarlo Falappa    | Ducati       | 25     | +14.503      | 3    | 17     |
| 3   | 3   | Aaron Slight         | Honda        | 25     | +15.813      | 9    | 15     |
| 4   | 7   | Stéphane Mertens     | Ducati       | 25     | +16.040      | 5    | 13     |
| 5   | 10  | Mauro Lucchiari      | Ducati       | 25     | +16.336      | 4    | 11     |
| 6   | 36  | Valerio Destefanis   | Ducati       | 25     | +22.365      | 6    | 10     |
| 7   | 37  | Simon Crafar         | Honda        | 25     | +22.939      | 10   | 9      |
| 8   | 38  | Gianmaria Liverani   | Honda        | 25     | +27.275      | 18   | 8      |
| 9   | 99  | Massimo Meregalli    | Yamaha       | 25     | +36.103      | 11   | 7      |
| 10  | 11  | Andreas Meklau       | Ducati       | 25     | +37.082      | 25   | 6      |
| 11  | 69  | James Whitham        | Ducati       | 25     | +38.102      | 16   | 5      |
| 12  | 23  | Doug Polen           | Honda        | 25     | +42.429      | 15   | 4      |
| 13  | 48  | Camillo Mariottini   | Ducati       | 25     | +42.759      | 26   | 3      |
| 14  | 49  | Andrea Perselli      | Ducati       | 25     | +50.003      | 20   | 2      |
| 15  | 59  | Mauro Moroni         | Kawasaki     | 25     | +58.431      | 13   | 1      |
| 16  | 89  | Mauro Mastrelli      | Yamaha       | 25     | +58.598      | 27   |        |
| 17  | 33  | Brian Morrison       | Honda        | 25     | +58.847      | 23   |        |
| 18  | 28  | Marcel Ernst         | Kawasaki     | 25     | +1:30.933    | 30   |        |
| 19  | 78  | Leonardo Bagnis      | Honda        | 25     | +1:32.677    | 31   |        |
| 20  | 92  | Nick Hopkins         | Yamaha       | 25     | +3:05.832    | 29   |        |
| 21  | 90  | Ivo Bellezza         | Ducati       | 24     | +1 ronde     | 32   |        |
| 22  | 64  | Gérald Muteau        | Ducati       | 24     | +1 ronde     | 35   |        |
| 23  | 96  | Romolo Balbi         | Ducati       | 23     | +2 ronden    | 33   |        |
| DNF | 6   | Piergiorgio Bontempi | Kawasaki     | 23     | Uitgevallen  | 2    |        |
| DNF | 17  | Fabrizio Furlan      | Kawasaki     | 17     | Uitgevallen  | 22   |        |
| DNF | 2   | Carl Fogarty         | Ducati       | 17     | Uitgevallen  | 12   |        |
| DNF | 72  | Anton Berghammer     | Yamaha       | 17     | Uitgevallen  | 37   |        |
| DNF | 94  | Ioannis Boustas      | Yamaha       | 13     | Uitgevallen  | 36   |        |
| DNF | 58  | Aldeo Presciutti     | Ducati       | 13     | Uitgevallen  | 24   |        |
| DNF | 41  | Michaël Paquay       | Honda        | 12     | Uitgevallen  | 19   |        |
| DNF | 32  | Stefano Caracchi     | Ducati       | 12     | Uitgevallen  | 28   |        |
| DNF | 4   | Fabrizio Pirovano    | Ducati       | 9      | Uitgevallen  | 7    |        |
| DNF | 8   | Terry Rymer          | Kawasaki     | 8      | Uitgevallen  | 17   |        |
| DNF | 40  | Serafino Foti        | Ducati       | 3      | Uitgevallen  | 14   |        |
| DNF | 91  | Roberto Panichi      | Ducati       | 2      | Uitgevallen  | 8    |        |
| DNS | 93  | Luca Ruggeri         | Ducati       | 0      | Niet gestart | 21   |        |
| DNS | 101 | Philippe Thomas      | Kawasaki     | 0      | Niet gestart | 34   |        |

## Race 2
| Pos | Nr  | Rijder               | Constructeur | Rondes | Tijd         | Grid | Punten |
| --- | --- | -------------------- | ------------ | ------ | ------------ | ---- | ------ |
| 1   | 5   | Giancarlo Falappa    | Ducati       | 25     | 40:35.836    | 3    | 20     |
| 2   | 1   | Scott Russell        | Kawasaki     | 25     | +0.168       | 1    | 17     |
| 3   | 10  | Mauro Lucchiari      | Ducati       | 25     | +1.924       | 4    | 15     |
| 4   | 3   | Aaron Slight         | Honda        | 25     | +9.986       | 9    | 13     |
| 5   | 2   | Carl Fogarty         | Ducati       | 25     | +15.178      | 12   | 11     |
| 6   | 4   | Fabrizio Pirovano    | Ducati       | 25     | +23.266      | 7    | 10     |
| 7   | 6   | Piergiorgio Bontempi | Kawasaki     | 25     | +25.832      | 2    | 9      |
| 8   | 36  | Valerio Destefanis   | Ducati       | 25     | +27.332      | 6    | 8      |
| 9   | 8   | Terry Rymer          | Kawasaki     | 25     | +27.503      | 17   | 7      |
| 10  | 11  | Andreas Meklau       | Ducati       | 25     | +27.736      | 25   | 6      |
| 11  | 37  | Simon Crafar         | Honda        | 25     | +34.251      | 10   | 5      |
| 12  | 99  | Massimo Meregalli    | Yamaha       | 25     | +39.268      | 11   | 4      |
| 13  | 40  | Serafino Foti        | Ducati       | 25     | +39.692      | 14   | 3      |
| 14  | 59  | Mauro Moroni         | Kawasaki     | 25     | +45.172      | 13   | 2      |
| 15  | 23  | Doug Polen           | Honda        | 25     | +45.330      | 15   | 1      |
| 16  | 32  | Stefano Caracchi     | Ducati       | 25     | +45.617      | 28   |        |
| 17  | 33  | Brian Morrison       | Honda        | 25     | +46.315      | 23   |        |
| 18  | 89  | Mauro Mastrelli      | Yamaha       | 25     | +1:19.642    | 27   |        |
| 19  | 28  | Marcel Ernst         | Kawasaki     | 24     | +1 ronde     | 30   |        |
| 20  | 78  | Leonardo Bagnis      | Honda        | 24     | +1 ronde     | 31   |        |
| 21  | 101 | Philippe Thomas      | Kawasaki     | 24     | +1 ronde     | 34   |        |
| 22  | 94  | Ioannis Boustas      | Yamaha       | 24     | +1 ronde     | 36   |        |
| DNF | 69  | James Whitham        | Ducati       | 17     | Uitgevallen  | 16   |        |
| DNF | 96  | Romolo Balbi         | Ducati       | 15     | Uitgevallen  | 33   |        |
| DNF | 48  | Camillo Mariottini   | Ducati       | 14     | Uitgevallen  | 26   |        |
| DNF | 90  | Ivo Bellezza         | Ducati       | 12     | Uitgevallen  | 32   |        |
| DNF | 58  | Aldeo Presciutti     | Ducati       | 10     | Uitgevallen  | 24   |        |
| DNF | 38  | Gianmaria Liverani   | Honda        | 9      | Uitgevallen  | 18   |        |
| DNF | 49  | Andrea Perselli      | Ducati       | 7      | Uitgevallen  | 20   |        |
| DNF | 17  | Fabrizio Furlan      | Kawasaki     | 7      | Uitgevallen  | 22   |        |
| DNF | 41  | Michaël Paquay       | Honda        | 4      | Uitgevallen  | 19   |        |
| DNF | 7   | Stéphane Mertens     | Ducati       | 3      | Uitgevallen  | 5    |        |
| DNF | 91  | Roberto Panichi      | Ducati       | 2      | Uitgevallen  | 8    |        |
| DNF | 92  | Nick Hopkins         | Yamaha       | 2      | Uitgevallen  | 29   |        |
| DNF | 64  | Gérald Muteau        | Ducati       | 0      | Uitgevallen  | 35   |        |
| DNS | 93  | Luca Ruggeri         | Ducati       | 0      | Niet gestart | 21   |        |
| DNS | 72  | Anton Berghammer     | Yamaha       | 0      | Niet gestart | 37   |        |

## Tussenstanden na wedstrijd
| Pos | Nr | Rijder            | Team     | Punten |
| --- | -- | ----------------- | -------- | ------ |
| 1   | 1  | Scott Russell     | Kawasaki | 110    |
| 2   | 5  | Giancarlo Falappa | Ducati   | 74     |
| 3   | 3  | Aaron Slight      | Honda    | 62     |
| 4   | 2  | Carl Fogarty      | Ducati   | 48     |
| 5   | 23 | Doug Polen        | Honda    | 47     |

1991 · 1993 · 1994 · 1995 · 1996 · 1997 · 1998 · 1999 · 2000 · 2001 · 2002 · 2003 · 2004 · 2005 · 2006 · 2007 · 2008 · 2009 · 2010 · 2011 · 2012 · 2014 · 2015 · 2016 · 2017 · 2018 · 2019 · 2021 · 2022 · 2023 · 2024 · 2025